# Centronia mutisii
Centronia mutisii  es una especie de planta con flor en la familia de las  Melastomataceae. 
Es endémica de Colombia, donde se distribuye por Cundinamarca.

## Taxonomía
Centronia mutisii fue descrita por (Bonpl.) Triana y publicado en Transactions of the Linnean Society of London 28(1): 72. 1871[1872].
Sinonimia
- Melastoma mutisii Bonpl.